# Janez Kranjec
Janez Kranjec, slovenski novinar in urednik, * 11. avgust 1918, Utik, † 9. oktober 1967, Ljubljana

## Življenjepis
Kranjec je leta 1939 diplomiral na vojaški akademiji v Beogradu. Med okupacijo je bil od 1941 do 1944 v ujetništvu v Nemčiji. Po vrnitvi iz ujetništva je stopil v NOB, kjer je bil med drugim vojni dopisnik, šef propagandnega odseka Tomšičeve brigade in 4. grupe odredov. Po vojni je delal na Radiu Ljubljana, nato se je 1947 lotil tretjega oživljanja humorističnega lista Pavliha, pri katerem je bil od leta 1948 do 1954 glavni in odgovorni urednik nato do 1967 urednik. Z organiziranjem močnega zaledja sodelavcev po Sloveniji in sistematično obdelavo žgoče problematike v slovenskem povojnem življenju je v Pavlihi razvil odmevno javno tribuno. Delovni kolektiv Pavlihe je po J. Kranjcu 1972 imenoval in do 1981 podeljeval nagrade in priznanja za iskrivost duha.